# ロバート・J・スミスダス
ロバート・J・スミスダス（Robert J Smithdas、1925年6月7日 - 2014年7月17日）は、アメリカ合衆国の盲ろう者、活動家、教育者、著作家。
パーキンス盲学校、セント・ジョンズ大学卒業、ニューヨーク大学で修士号取得、博士号授与。ニューヨーク市盲人援産所の副所長。

## 略歴
ペンシルベニア州アレゲニー郡ブレントウッドに産まれる。
5歳時の急性熱疾患で視力および聴力を失い盲ろう者となる。6歳の夏、ピッツバーグの西ペンシルバニア盲学校の寮へ入る。幼稚部の初担任メリー・キャサリン・クレアに点字の読み、打ち方を教わる。
小学5年半ばに学校がかわり、パーキンス盲学校の給費生となる。14歳でスミスダスより2歳下のレオナルド・ダウディと会い、親友となる。ローラ・ブリッジマンについて聞かされ、男子部のブリッジマン寮が彼女を記念して名付けられたと知る。ブラインディアナ図書館にて彼女の脳の石膏モデルや刺繍、一生を語る本を見つける。盲ろう部部長のイネズ・B・ホールに、タドマ式触話法を教わる。1945年6月、パーキンス盲学校を卒業、20歳。1945年9月、I・H・Bに入所する。同年9月、ヘレン・ケラーに会い、激励される。セント・ジョンズ大学へ入学。
1969年から2009年までアメリカ国立ヘレン・ケラー・センターで地域社会教育管理者を務める。